# Bataille de la passe de Shanhai
 (août 2018).
Si vous disposez d'ouvrages ou d'articles de référence ou si vous connaissez des sites web de qualité traitant du thème abordé ici, merci de compléter l'article en donnant les références utiles à sa vérifiabilité et en les liant à la section « Notes et références ».
Transition des Ming aux Qing
Batailles
Unification des Jürchens - Fushun - Qinghe - Sarhu - Kaiyuan - Tieling - Xicheng  - Shen-Liao - Zhenjiang - She-An - Guangning - Ningyuan - Corée (1627) -  Ning-Jin - Jisi - Dalinghe - Wuqiao - Lüshun - Corée (1636) - Song-Jin - Révoltes paysannes - Pékin - Shanhai

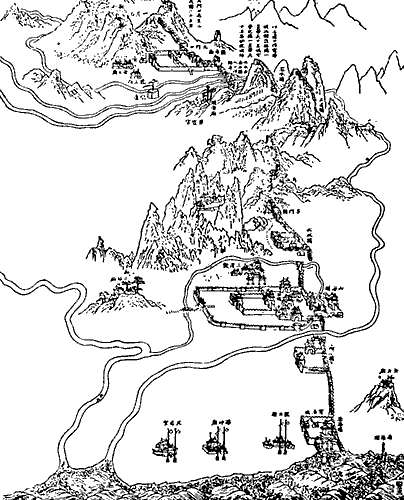
Une ancienne illustration chinoise de la zone de la bataille

La bataille de la passe de Shanhai se déroule le 27 mai 1644, à la passe de Shanhai, à l'extrémité Est de la grande muraille de Chine. C'est une bataille décisive qui mène à la formation de la dynastie Qing. L'alliance entre le prince régent Qing Dorgon et l'ancien général Ming Wu Sangui permit la défaite du chef des rebelles Li Zicheng de la dynastie Shun, leur ouvrant la voie vers Pékin et le remplacement de la Dynastie Ming par les mandchous.

## Prélude

### La montée des Mandchous
Alors que la dynastie Ming est affaiblie militairement et économiquement, ses empereurs voient la valeur militaire de la passe de Shanhai et y garnisonnent régulièrement des troupes, jusqu'à 40 000 hommes. Sous l'empereur Hung Taiji, les Qing deviennent plus agressifs envers les Ming. Après un siège intermittent de plus de 10 ans des villes de Songshan et de Jinzhou par le général Qing Jirgalang, elles tombèrent en 1642. Ne reste entre Pékin et les armées Qing que la garnison de Ningyuan, dirigée par le général Wu Sangui. À l'été 1642, une armée Qing traversa la Grande Muraille et ravagea les provinces du Nord durant sept mois, avant de se replier de l'autre côté de la Grande Muraille avec des prisonniers et un butin, sans avoir jamais rencontré de résistance sérieuse.
En septembre 1643, Hung Taiji meurt soudainement sans héritier. Pour éviter un conflit entre les deux prétendants au trône (le fils aîné de Hung Taiji et Dorgon, fils d'un des demi-frères de Hung Taiji, un commandant reconnu), un comité de princes Mandchous désigna Fulin, âgé de cinq ans et un des fils de Hung Taiji comme successeur. En attendant sa majorité, deux régents furent mis en place, Dorgon et Jirgalang. Jirgalang n'ayant pas d'ambition politique, Dorgon devient le seul dirigeant du gouvernement Qing.

### La chute de Pékin
Alors que Dorgon et ses conseillers se demandaient comment attaquer les Ming, un groupe de paysans se souleva dans le nord de la Chine, menaçant Pékin, la capitale Ming. En février 1644, le chef des rebelles, Li Zicheng, fonde la dynastie Shun au Xi'an et se proclame empereur. En mars, ses armées prirent la capitale provinciale de Taiyuan dans le Shanxi.
Devant les progrès des rebelles, l'empereur Ming Chongzhen demanda l'aide urgente de tous les commandants militaires de l'empire. Le général Tang Tong fut chargé de réorganiser les défenses de la ville de Pékin puis fut envoyé au col de Juyong, le dernier fort protégeant l'approche nord de la ville. Le 21 avril, le fort tomba; les rebelles étaient à 65 kilomètres de la ville. Le 23 avril, Li Zicheng arriva aux portes de la ville et réclama la capitulation de l'empereur. Celui-ci refusa et le lendemain, Li prit la ville. L'empereur se pendit à un arbre le 25 avril, sur une colline derrière la cité interdite. Ce fut le dernier empereur Ming à régner sur Pékin.

### Wu Sangui
Après l'appel à l'aide de l'empereur, le général Ming Wu Sangui quitte la garnison de Ningyuan avec son armée et arrive à la passe de Shanhai, avant de se diriger vers Pékin. Le 26 avril, il apprend la chute de la ville et se fixe à la passe de Shanhai. Li Zicheng envoie deux armées le 5 mai et le 10 mai pour prendre le col, sans succès. Le 18 mai, il se met à la tête de 60 000 hommes pour déloger Wu. Wu demande l'aide de la dynastie Qing pour restaurer la dynastie Ming et bouter les rebelles.
Le départ de Wu Sangui du fort de Ningyuan laisse tout le territoire au nord de la Grande Muraille sous domination Qing. Apprenant la chute de Pékin, Dorgon utilise cette occasion pour prétendre au Mandat du ciel au nom de la dynastie Qing et mène une armée vers le nord de la Chine. À la réception de la lettre de Wu, Dorgon lui répond par la négative et lui enjoint de se joindre à lui pour le compte de la dynastie Qing.

## Bataille

### Préparation
Le 25 mai, Li Zicheng déploie ses hommes le long de la rivière Sha (沙河), à quelques kilomètres à l'ouest des fortifications de la passe de Shanhai. Le même jour, Dorgon apprend que Wu est d'accord pour capituler face aux Qing, s'il reçoit de l'aide pour battre les troupes de Li Zicheng. Il part avec son armée à marche forcée et parcourt 150 kilomètres en deux jours. Le soir du 26 mai, les troupes de Dorgon arrivent à 8 kilomètres du champ de bataille et dorment en armure, avant de repartir à minuit.

### La bataille
À l'aube du 27 mai, la force principale de l'armée Qing arrive à la passe de Shanhai et reçoit la capitulation officielle de Wu Sangui. Les hommes de Wu Sangui mettent des tissus blancs dans leur dos pour ne pas être confondus avec les soldats Shun. Les forces de Wu Sangui sont placées en première ligne et chargent, mais n'arrivent pas à percer les lignes ennemies et subissent donc des pertes élevées.
Dorgon attaque alors, dépassant le flanc droit de Wu, sa cavalerie s'enfonce dans le flanc gauche des Shun. Cette charge suffit à briser l'armée, qui s'enfuit vers Yongping.

## Conséquences
Dans la soirée du 27 mai, Li et son armée principale restent à Yongping alors que de nombreux soldats et officiers fuient vers la capitale. Il part le lendemain et atteint la ville le 31 mai, où il permet à ses troupes de mettre à sac les résidences officielles de la ville. Le 3 juin, dans un « dernier geste de défi », Li se déclare Empereur des Shun. Le lendemain, après 42 jours dans la ville, il la quitte vers l'est. Près de deux mille soldats restés en arrière furent massacrés par la population.